# Macalpinomyces pogonarthriae
Macalpinomyces pogonarthriae är en svampart som beskrevs av Vánky & C. Vánky 2002. Macalpinomyces pogonarthriae ingår i släktet Macalpinomyces och familjen Ustilaginaceae.   Inga underarter finns listade i Catalogue of Life.